# Mini Kyodai Robo Goemon Compact
Mini Kyodai Robo Goemon Compact (ミニ巨大ロボ ゴエモンコンパクト Mini Kyodai Robo Goemon Konpakuto?, traducido, "Mini robot gigante Goemon Compact") es un videojuego de rol publicado por Konami para teléfonos móviles en 7 de mayo de 2003 solamente en Japón.

## Argumento
El Gigante Robot de Goemon "Goemon Impact", y el nuevo personaje del Super Deformado Robot "Goemon Compact", donde es un simulación de entrenamiento que luchan para salvar al mundo de los malvados. El campo se extiende por todo Japón, ganando de unos puntos de la experiencia, viajan las tiendas en varios lugares, ya que adquieren unas partes más poderosas. ¡Lenvanta a Goemon Compact solo por ti mismo!